# 11771 Maestlin
11771 Maestlin este un asteroid din centura principală de asteroizi.

## Descriere
11771 Maestlin este un asteroid din centura principală de asteroizi. A fost descoperit pe 29 septembrie 1973 la Observatorul Palomar de Cornelis Johannes van Houten, Ingrid van Houten-Groeneveld și Tom Gehrels. Asteroidul prezintă o orbită caracterizată de o semiaxă mare de 2,92 ua, o excentricitate de 0,21 și o înclinație de 7,5° în raport cu ecliptica.